# Fer de Mbalam-Nabeba
Le fer de Mbalam-Nabeba est un gisement minier de fer situé à cheval entre la République du Cameroun (Mbalam) et la République du Congo (Nabeba). C'est l'un des projets structurants participant à l'atteinte de l'objectif global "Émergence du Cameroun en 2035". Il reliera, par ligne de chemin de fer, la Région de l'Est au niveau de Mbalam à la Région du Sud au niveau du Port en eau profonde de Kribi.  

## Conventions
La Convention Minière a été signée le 29 novembre 2012 pour un coût total de 8,7 milliards de Dollars entre, d'une part, l'État Camerounais représenté par le Ministère des Mines, de l'Industrie et du Développement Technologique, Emmanuel Bondé, et, d'autre part, Giulio Casello, CEO de Sundance Ressources et PCA de Cam Iron. Celle-ci prévoit la création de trois entreprises pour réaliser les trois grands projets intégrés au projet d'exploitation du fer de Mbalam :
- MineCo pour les activités minières,
- RailCo pour le chemin de fer Mbalam-Kribi,
- et PortCo pour les activités portuaires.

La convention pour la construction du chemin de fer Mbalam-Kribi (510 km) et Nabeba-Mbalam (71 km) est signé à Yaoundé le 5 juin 2014 entre deux parties:
- le Portugais BTP Mota-Engil SGPS, représenté par Gilberto Rodrigues, PDG (Président Directeur Général) de Mota-Engil Africa filiale africaine de l'entreprise portugaise,
- Sundance Ressources, entreprise australienne, représentée par Serges Asso'o, DG (Directeur Général) de Cam Iron, sa filiale Camerounaise.

Les deux parties scellent ainsi le partenariat pour la construction des infrastructures afférentes au projet.
Le 5 juin 2014, Standard Bank s'engage, par convention signée, à mobiliser les financements nécessaires à la réalisation du projet, soit 2300 milliards de francs CFA. 
Le 30 avril 2015, un rapport mensuel des activités de Cam Iron annonce que les levées topographiques et les consultations de populations riveraines du tracé du chemin de fer Mbalam -Kribi ont commencé.

## Importance du projet
Les caractéristiques du fer de Mbalam-Nabeba, selon une étude menée par Sundance Ressources, en font un produit de qualité supérieure à la référence mondiale en la matière.
Selon Giulio Casello, CEO de Sundance Ressources et PCA de Cam Iron, c'est "le meilleur projet minier au monde à l'heure actuelle". Il est susceptible de créer environ 11 000 emplois directs et indirects.